# John William Mackay
John William Mackay (28 de noviembre de 1831 - 20 de julio de 1902) fue un magnate estadounidense de origen irlandés, uno de los cuatro Reyes de Bonanza, una asociación que capitalizó la riqueza generada por las minas de plata de la veta Comstock en Nevada.

## Vida y carrera

### Primeros años
John William Mackay nació en Dublín en el seno de una familia de clase trabajadora muy pobre, que llegó a compartir una pocilga con un cerdo. En 1840, la familia emigró al famoso barrio pobre de Five Points en el bajo Manhattan; y su padre murió poco después. De niño, Mackay repartió periódicos como el New York Herald, y más tarde trabajó como aprendiz en el Astillero Webb para ayudar con la economía familiar a su madre y a su hermana.

### Minería del oro y de la plata
En 1851, navegó en un clíper alrededor del cabo de Hornos hasta California y trabajó ocho años en los yacimientos de oro del Condado de Sierra sin mucho éxito. En 1859, se mudó a Virginia City (Nevada), situada junto a la veta Comstock recientemente descubierta, y comenzó a trabajar por 6 dólares al día en una mina y atendiendo a sus propios derechos mineros en su tiempo libre. Compró pequeños derechos o "pies" y utilizando el producto de su trabajo siguió acumulando derechos. En 1865 utilizó sus ahorros para comprar la mina Kentuck, y tuvo un gran éxito. La mina de repente pasó a valer 1,6 millones de dólares, cantidad más que suficiente para retirarse de por vida. Sin embargo, comenzó a invertir en otras minas, a veces arriesgando todo lo que tenía. Formó una sociedad comercial con sus colegas irlandeses James Graham Fair, James Clair Flood y William S. O'Brien, una asociación más tarde conocida como los Reyes de Bonanza. Los cuatro se ocuparon de las acciones mineras y de las minas de plata operadas, y tuvieron éxito en la mina Hale & Norcross. En 1871, utilizando los ingresos de Hale & Norcross, compraron numerosos derechos mineros más pequeños bajo el nombre de Consolidated Virginia Mining Company, y a continuación se hicieron con la propiedad de la cercana mina California. En 1873, en la Con Virginia se hizo el hallazgo de filón de mineral más grande jamás encontrado en América del Norte, conocido como la "Gran Bonanza". El hallazgo estaría valorado en unos 181 mil millones de dólares actuales y Mackay se llevó aproximadamente la mitad de toda esta cantidad. La bonanza se encontraba en un lugar que anteriormente se había pasado por alto, fuera del emplazamiento de los otros hallazgos. La asociación de los cuatro socios era más comúnmente conocida como la "Firma Bonanza". Con las ganancias, juntos establecieron el Banco de Nevada de San Francisco (California) para competir con el Banco de California.: 144–161, 186–188 

### Matrimonio
En 1866, se casó con Marie Louise Hungerford, nacida en Nueva York. Rechazada por la sociedad de Nueva York, Louise se mudó a París, donde Mackay compró una gran mansión para ella, donde su riqueza le permitió convertirse en una destacada anfitriona de la sociedad durante dos décadas, entreteniendo a la realeza y celebrando lujosas fiestas.

### Empresas de comunicación
En 1884, con James Gordon Bennett, Jr., Mackay fundó la Commercial Cable Company, en gran parte para luchar contra Jay Gould y la Western Union. La compañía instaló dos cables telegráficos transatlánticos y rebajó la tarifa de los mensajes transatlánticos hasta veinticinco centavos por palabra. En relación con la Commercial Cable Company, formó en 1886 la Postal Telegraph Company como una compañía nacional de telégrafos por cable para que Commercial no tuviera que depender de Western Union para redistribuir los mensajes telegráficos que recibía. Hasta que Mackay y Bennett entraron en el negocio, todo el tráfico por cables submarinos entre los Estados Unidos y Europa pasaba por cables propiedad del financiero estadounidense Jay Gould. Siguió una guerra de precios que tardó casi dos años en concluir. Jay Gould finalmente dejó de intentar sacar a Mackay fuera del negocio. Se comenta que llegó a decir en referencia a Mackay: "Si necesita otro millón, irá a sus minas de plata y lo desenterrará".: 187–188 

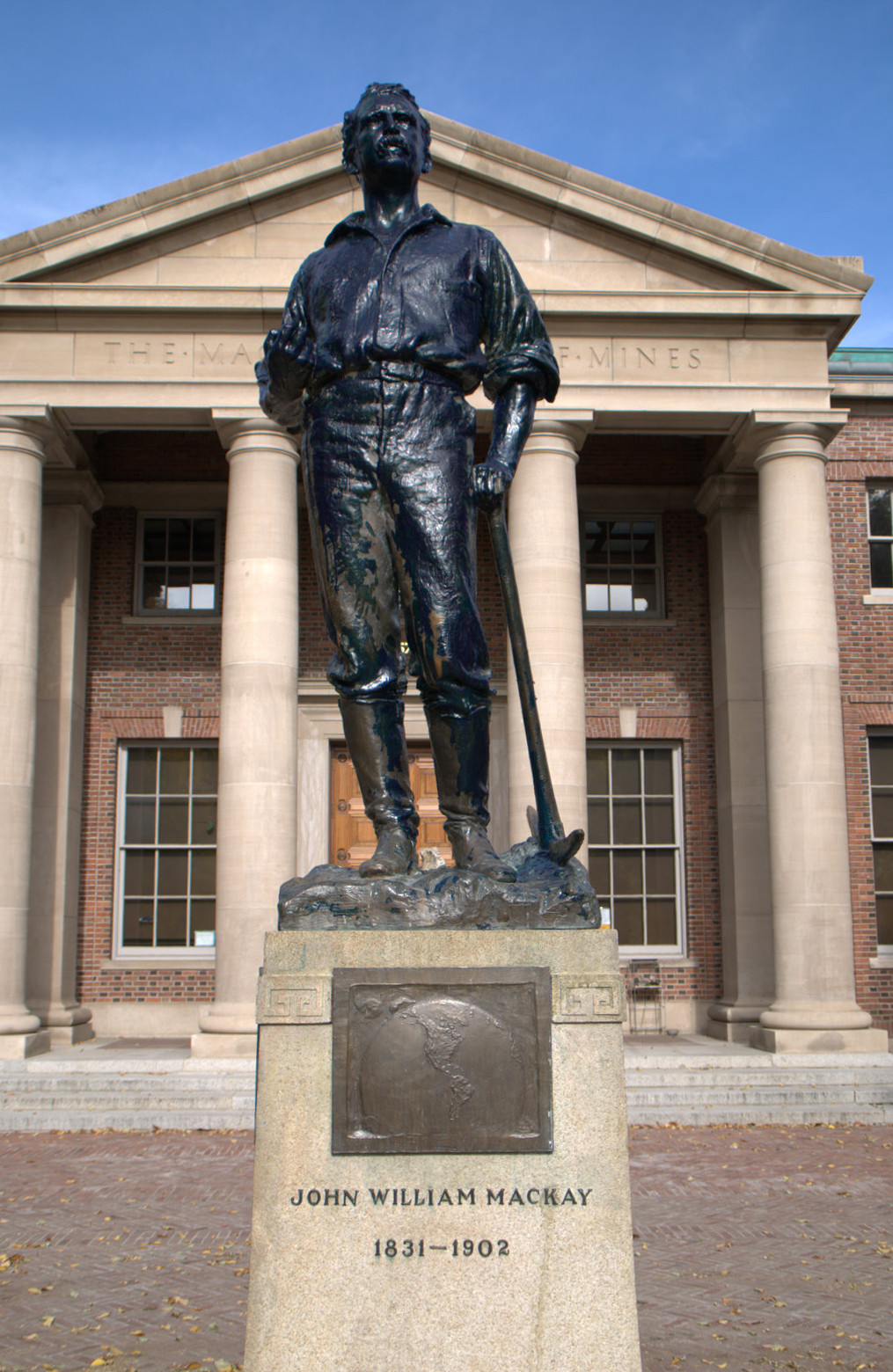
Estatua de John William Mackay a la entrada del edificio de la Escuela de Minas Mackay, obra de Gutzon Borglum (inaugurada en junio de 1908)

Una vez que Mackay conquistó el Atlántico con la Commercial Cable Company y América del Norte con la Postal Telegraph Company, dirigió su atención al tendido del primer cable a través del océano Pacífico. Posteriormente formó la Commercial Pacific Cable Company, asociado secretamente con la Great Northern Telegraph Company y con la Eastern Telegraph Company. Aunque murió en 1902, antes de poder ver completada su idea, su hijo Clarence Mackay completó el proyecto entre 1904 y 1906. Commercial Pacific operó una línea de cable desde San Francisco a Manila, Filipinas, a través de Hawái y Guam, y posteriormente se prolongó desde Manila a Shanghái, China.
La red creada por Mackay siguió expandiéndose bajo el liderazgo de su hijo Clarence, adquiriendo en 1927 varias otras entidades, incluyendo la Federal Telegraph Company, sus estaciones de radio y sus laboratorios de investigación. En 1928, la negocio completo fue comprado por la International Telephone and Telegraph de Sosthenes Behn. ITT organizó la Postal Telegraph & Cable Corporation como una base para adquirir y controlar el Sistema Mackay el 18 de mayo de 1928.
Aunque plagado de problemas financieros durante la Gran Depresión, el Sistema Mackay siguió siendo el principal rival de la Western Union hasta 1943. En marzo de ese año el Congreso de los Estados Unidos autorizó una enmienda (Sección 222) a la Communications Act de 1934, que permitía la fusión de las operaciones domésticas de las compañías de telégrafos (allanando el camino para que Western Union adquiera el Postal Telegraph). En mayo de 1943 se había elaborado un plan de fusión, que la FCC aprobó en septiembre, y la fusión se completó en octubre de 1943. Las partes de comunicaciones internacionales (cable y radio) del Sistema Mackay permanecieron con ITT.

### Otras empresas
El "New York, Texas and Mexican Railway" fue fundado en 1880 por Joseph Telfener y su suegro Daniel E. Hungerford. Se formó una corporación en Texas para aprovechar las generosas concesiones de tierras del estado y construir un ferrocarril desde Richmond a Brownsville. El trabajo comenzó en septiembre de 1881 y 91 millas (146 km) de la vía se construyeron entre Rosenberg y Victoria a finales de 1882. El ferrocarril se conoció como la "línea de los macarrones", porque 1200 inmigrantes italianos fueron llevados a los Estados Unidos para construirla. Texas aprobó una ley en 1882 anulando cualquier concesión de tierras a los ferrocarriles. En enero de 1885, Telfener vendió el ferrocarril a su cuñado Mackay, quien se lo vendió al Southern Pacific en septiembre de ese año. El ferrocarril continuó operando bajo su antiguo nombre hasta 1905.
Además del Banco de Nevada y las compañías de comunicaciones, Mackay tenía intereses en minas en Colorado, Idaho y Alaska, y en tierras y ranchos madereros en California. Poseía parte de la Spreckels Sugar Company y parte de "Sprague Elevator and Electrical Works", y ejerció como director del Canadian Pacific Railway y del Southern Pacific Railroad.

## Filantropía

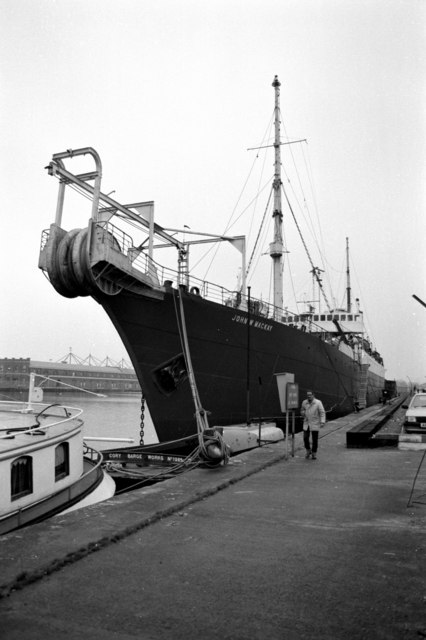
El barco cablero John W. MacKay (1922) en los West India Docks, 1985

Mackay era famoso por el trato justo con sus empleados, siendo un generoso donante de fondos especialmente a la asociación caritativa de la Iglesia católica, y patrocinó el asilo católico para los huérfanos de Virginia City (Nevada). En junio de 1908, se inauguró en su honor el edificio de la Escuela de Minas Mackay en la Universidad de Nevada, un memorial financiado por su viuda y su hijo, Clarence H. Mackay. Una estatua de John Mackay realizada por Gutzon Borglum se situó frente al edificio en el campus universitario de Reno (Nevada).

## Muerte
Mackay murió víctima de una insuficiencia cardíaca el 20 de julio de 1902, en Londres. Está enterrado en el Cementerio de Green-Wood en Greenwood Heights, Brooklyn. Su mausoleo fue descrito en 2018 por la editora asociada de Scribner, Sarah Goldberg, como "con mucho, el mausoleo más impresionante del cementerio, sobre una colina sombreada". El mausoleo se creó originalmente para el hijo mayor de Mackay, John, Jr., que murió en un accidente de equitación en 1895. Mackay nunca superó completamente su dolor y fue sepultado con su hijo siete años después.